# Reality Killed the Video Star
Reality Killed The Video Star är ett musikalbum av Robbie Williams som släpptes den 6 november 2009. Albumet var Williams åttonde och hans första på tre år. Det producerades av Trevor Horn och innehåller singlarna "Bodies" och "You Know Me".

## Låtlista
1. Morning Sun
2. Bodies
3. You Know Me
4. Blasphemy
5. Do You Mind?
6. Last Days Of Disco
7. Somewhere
8. Deceptacon
9. Starstruck
10. Difficult For Weirdos
11. Superblind
12. Won't Do That
13. Morning Sun
14. Arizona